# Gylfaginning

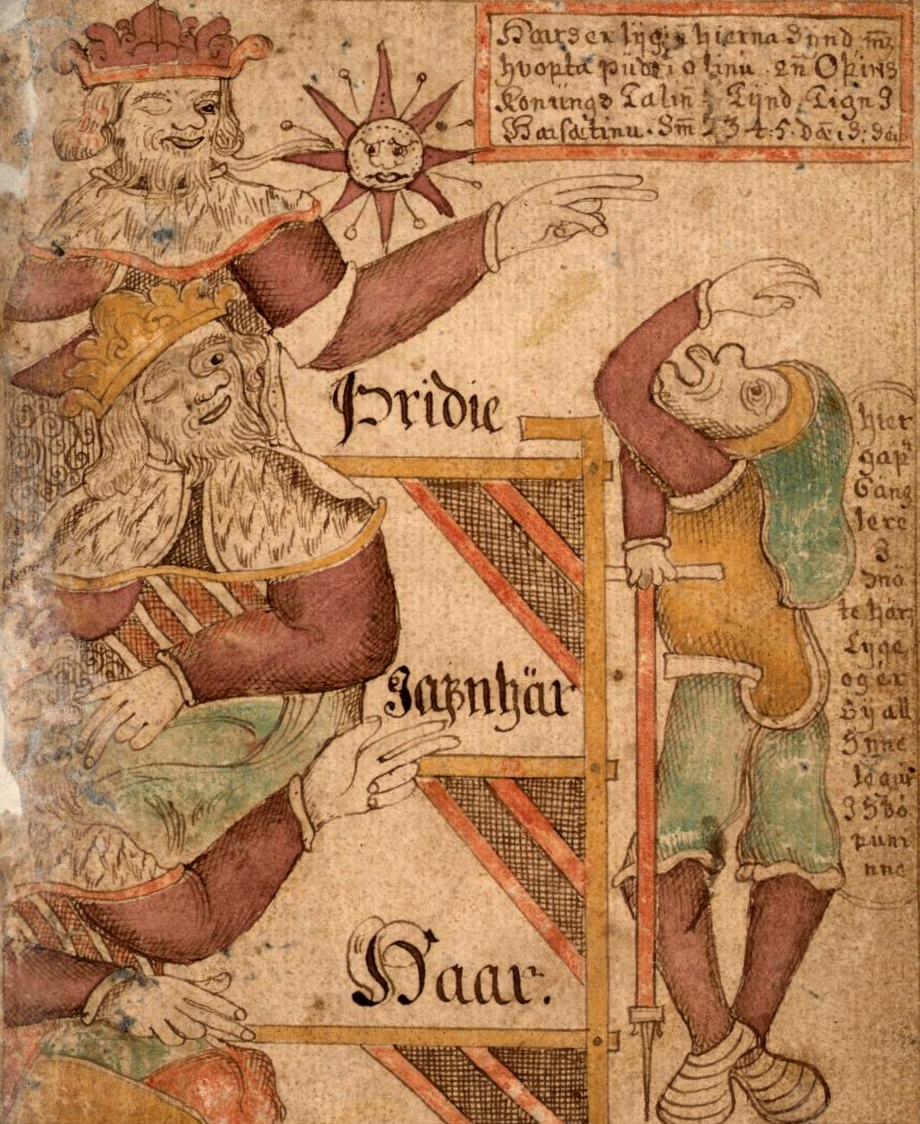
Imagen de un manuscrito islandés del del Gylfaginning.

Gylfaginning (nórdico antiguo: La visión o alucinación de Gylfi) es la primera sección del libro Edda prosaica. El escaldo islandés Snorri Sturluson resumió la mitología nórdica bajo un sistema coherente, y algunos afirman que fue por temor a que se perdiera o desvirtuara bajo el dominio espiritual del cristianismo en Europa.
Sturluson se basó en cantos escritos unos siglos antes, e incluso en los primeros tiempos del cristianismo. Estos se han conservado principalmente en la Edda Mayor. 
Los relatos mitológicos que se conservan en el Gylfaginning eran útiles para los poetas (escaldos), ya que obtenían motivos y materias para sus versos. Además, muchos kenningar se explican según las aventuras y hazañas de los dioses.

## Argumento
Gylfi, gobernante de las tierras de la actual Suecia, era un hombre sabio y experto. Se extrañaba de que los Ases fueran tan sabios como para que todas las cosas se dieran de acuerdo a su voluntad. Gylfi pensó en probar a los Ases y viajar al Asgard (hogar de los Ases, nombre de las divinidades nórdicas). Pero estos, dado que eran videntes, supieron del viaje y de la visita de Gylfi y le provocaron una visión en forma de espejismo. Cuando entró a la fortaleza, vio un palacio tan alto que apenas se podía vislumbrar el techo. Gangleri ("el cansado de marchar") salió a su encuentro y le dijo que había llegado hasta allí "por caminos misteriosos". Fue, en adelante, su guía, y quien formulaba en su nombre las preguntas. Estas eran respondidas por tres personajes; el alto, el más alto y el igual de alto. Estos personajes eran -en la traducción que realiza Jorge Luis Borges del texto- una ironía sobre la trinidad cristiana.
Se cuentan varias historias. Por ejemplo, que el mundo nació del choque de una materia caliente y una fría en el espacio mágico llamado Ginnungagap. Los primeros seres que habitaron aquel mundo eran los gigantes del hielo. De ellos el más viejo de todos era Ymir. No se los considera de ningún modo dioses, aclara Snorri, pues eran malvados, "como toda su descendencia". La primera divinidad nace de la condensación del sudor de Ymir y su nombre es Buri. Este será el padre de Bor, quien se casará con Bestla, hija de otro gigante.

### Formación del mundo y las criaturas
Los tres primeros hijos de la primera pareja son los tres primeros Ases: Odín, Vili (voluntad) y Vé (sacerdote). Los Ases hicieron de la carne de Ymir la tierra, de su sangre el mar y los lagos, de sus huesos las montañas y de sus dientes las rocas. Con la parte cóncava del cráneo levantaron el cielo y con las chispas que provenían de la tierra caliente crearon los astros. En el centro de la tierra hicieron murallas con las cejas de Ymir, y esas murallas protegían Midgard ("casa del centro"), es decir, la tierra de los hombres. Con el cerebro del gigante hicieron las nubes. Para sí, los Ases crearon otra fortaleza o recinto, Asgard.
Los astros principales, el Sol y la Luna, giran en el cuenco del cráneo de Ymir perseguidos por lobos. El arcoíris, Bifröst ("camino oscilante") es el puente entre el cielo y la tierra. Por decisión de los dioses, los enanos nacidos como gusanos de la carne de Ymir tuvieron racicionio, aunque quedaron condenados a vivir bajo el suelo y las piedras. 
La primera pareja humana fue creada por Odín de dos troncos de árbol. El hombre se llamó Ask y la mujer Embla.
El lugar sagrado de los dioses es un árbol, el enorme fresno llamado Yggdrasil, que se traduce como el corcel de Ygg, uno de los tantos nombres de Odín.
Yggdrasil es el sitio donde los dioses "tienen su tribunal todos los días". Las ramas de este árbol "se extienden por todos los mundos y llegan más allá del cielo", en tanto sus raíces se hunden hacia los lugares y tiempos primigenios, como el tiempo de los Ases y su tierra y el tiempo y el lugar de los gigantes del hielo. Bajo sus raíces está la fuente del gigante Mímir que encierra toda la sabiduría. Odín bajó hasta ella pero no se le consintió beber hasta que entregó un ojo como prenda. En el cielo hay otra fuente y junto a ella una sala en la que habitan las nornas, que modelan las vidas de los hombres. Una se llama Urð ("lo ya sucedido"), otra Verðandi ("lo que sucede") y la tercera es Skuld ("lo que sucederá"). 
En la cima del fresno sagrado habitan el águila sin nombre, y el halcón, Veðrfölnir, que representan sabiduría. Una ardilla, Ratatösk, que simboliza al intrigante, lleva y trae noticias por las ramas. Los cuervos de Odín, que informan al dios supremo del panteón nórdico lo que acontece en la tierra, también habitan la copa. Tres ciervos pastan junto al árbol despojándolo de su corteza, y el dragón Níðhöggr come sus raíces.
En el cielo del fresno está el reino de los elfos luminosos, de figura "más bella que el Sol", en tanto los elfos oscuros, "más negros que el alquitrán", viven debajo del árbol.